# Berdeniella thomasi
Berdeniella thomasi är en tvåvingeart som beskrevs av Vaillant 1976. Berdeniella thomasi ingår i släktet Berdeniella och familjen fjärilsmyggor. Inga underarter finns listade i Catalogue of Life.